# Bruno di Tornaforte
I Bruno, o Bruno di Tornaforte, sono una famiglia nobile  originaria di Cuneo.  I Bruno avevano il titolo di marchesi di Clavesana, conti di Samone, Tornaforte e San Giorgio Scarampi.

## Storia
Secondo la ricostruzione leggendaria, la famiglia Bruno discenderebbe da Aleramo (aleramici) attraverso Bonifacio del Vasto (974). I primi cenni storici riferiti a componenti della famiglia Bruno si reperiscono in atti comunali della città di Cuneo risalenti al XIII secolo, i Bruno erano già dal 1304 Signori di Rocchetta Palafea nelle Langhe Astigiane, di Ferrere e di Cassinasco.
Il primo membro della famiglia di cui si fa espressamente nome in Atti Pubblici fu il “Legatum Cuneense” Giacomo Bruno, che fu uno dei promotori dell'Atto di Dedizione di Cuneo ai Marchesi di Saluzzo, firmato in Cuneo l'11 luglio 1281, tale sottomissione rimase valida sino al 1305, anno in cui Cuneo passò sotto la Casa d'Angiò.
Ardizzone Bruno, figlio di Giacomo, era “Notarius, Sindicus et Procurator” di Cuneo nel 1305, all'epoca in cui la città si separò dal Marchesato di Saluzzo.
Nel 1590 vengono promulgati gli "Statuta Civitatis Cunei", ossia lo Statuto che regolava la vita pubblica della città di Cuneo affrancata dalla Casa d'Angiò. In questa occasione viene riferito che “Procurator et Sindicus” era Giacomo Bruno.
La città diviene parte dei domini dei Duchi di Savoia, nel 1666 Giovanni Giacomo Bruno viene insignito dal Duca Carlo Emanuele II della carica di Generale Governatore della Città di Cuneo. Giovanni Giacomo era anche medico di Corte. Fu proprio grazie alla lungimiranza di Gian Giacomo che i legami tra Casa Savoia e i Conti Bruno divengono sempre più forti, Gian Giacomo rimase in carica come Comandante della Città sino al 1686, anno della sua morte.
Il figlio primogenito di Giovanni Giacomo, Giovanni, fu nominato primo conte di Samone nel 1722. Il secondo conte di Samone fu Giuseppe Vittorio, investito del feudo nel 1735, che sposò la nobile Margherita Pascale, figlia del nobile Giuseppe Maria Pascale dei Baroni di Nucetto e di Isabella Vegnaben dei Signori del Marchesato di Ceva.
Da Giovanni Battista primo conte di Tornaforte discendono due linee: la primogenita, estinta, fa capo a Lorenzo, padre di Luigi, padre a sua volta del noto Carlo che fu scudiere di Re Carlo Alberto, Principe di Carignano. La linea secondogenita, discende dal conte Francesco Bruno di Tornaforte (de Tournefort), nato a Cuneo il 1º ottobre 1729 e morto a Savigliano nel 1814, generale di grandissima fama, molto noto per la sua strenua difesa contro Napoleone del Castello di Ceva nel 1796, fu anche Governatore di Fossano tra il 1760 ed il 1795 e tra il 1796 ed il 1810.
Il Conte Francesco unitamente al figlio primogenito, Vincenzo Bruno di Tornaforte, fu insignito del titolo di Cavaliere di Gran Croce dell'Ordine dei Santi Maurizio e Lazzaro. Il secondogenito di Francesco, Ferdinando, divenne vescovo di Fossano, fu persona molto saggia, a lui si devono molte opere benefiche tra cui l'ospedale di Fossano e le Scuole Superiori.
Il conte Vincenzo venne nominato nel 1817 regio Governatore a Savigliano, e successivamente re Carlo Emanuele IV lo nomina Regio riformatore dell'Università di Torino nel 1827.
Ebbe numerosa prole, il primogenito, conte Saverio, sposò a Torino il 18 febbraio 1832 la nobile Paola de Valle dei marchesi di Clavesana, unica erede dell'antichissimo e glorioso Marchesato di Clavesana discendente diretta del penultimo Marchese di Saluzzo. 
Saverio ebbe due figli, Vincenzo e Paolo, Vincenzo erede dei titoli della famiglia nacque a Torino nel 1834 e si sposò con la contessa Berta von Burger figlia del conte Federico Maurizio von Burger Governatore del Regno del Litorale Adriatico Kustenland (Gorizia, Trieste ed Istria) e della Stiria già Imperial Regio Luogotenente (Governatore) del Lombardo Veneto.